# Musée de l’Imprimerie (Lyon)
Das Musée de l’Imprimerie (deutsch: Museum der Druckerei) ist ein Museum in Lyon, das es sich zur Aufgabe gemacht hat, das Erbe an Büchern und Grafiken zusammenzutragen, zu konservieren, zu dokumentieren, wert zu schätzen und es der Öffentlichkeit zugänglich zu machen.
Zwei Banner markieren den Eingang zum Hôtel de la Couronne, dem Sitz des Museums in der Rue de la Poulaillerie 13.

## Geschichte

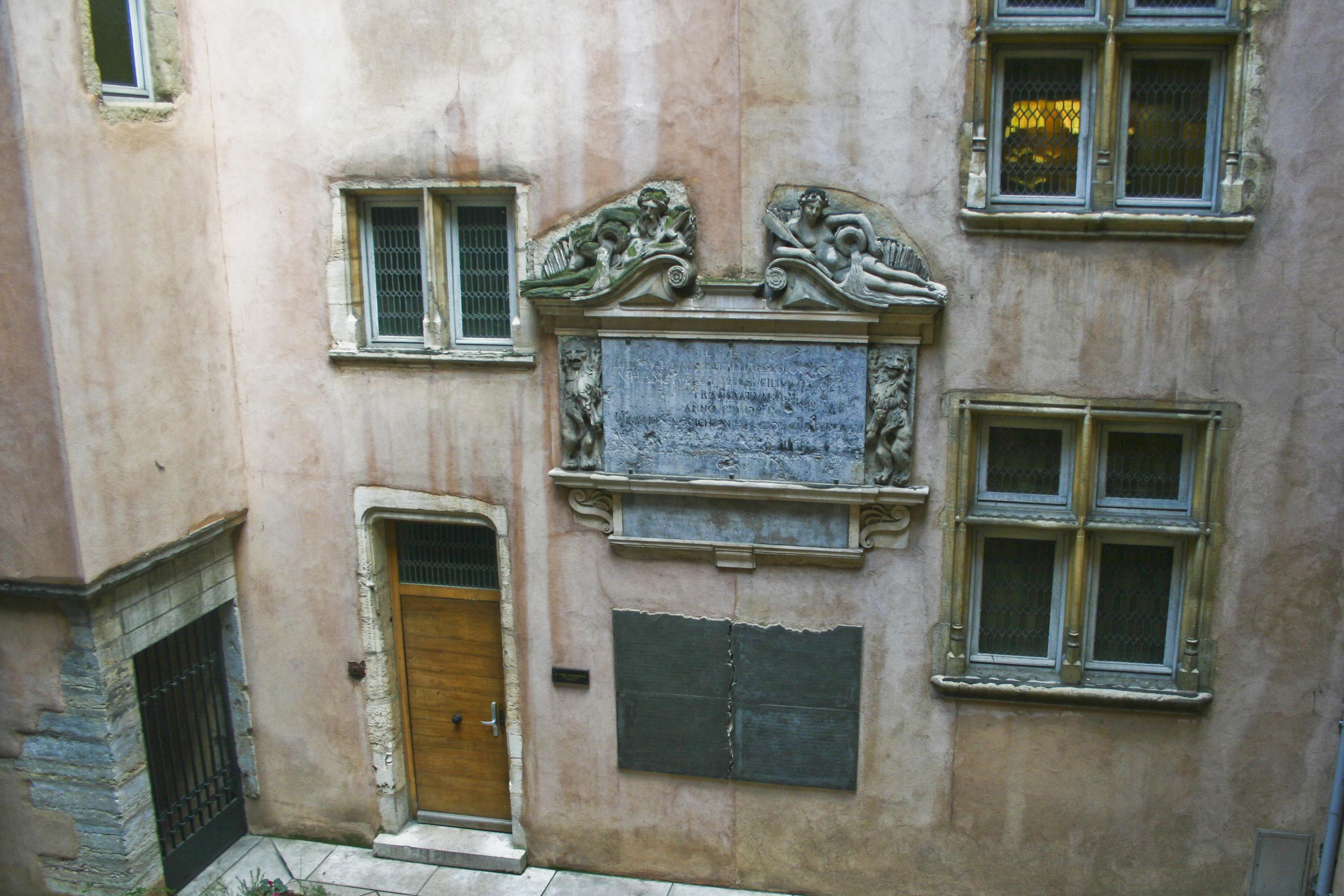
Innenhof

### Der Ursprung
Das Gebäude aus dem 15. Jahrhundert war für einen jener Kaufleute von Lyon bestimmt, die ihre Stadt in der Zeit der italienischen Kriege zu einer europäischen Metropole machten.
1604 verließen die Échevins et le prévôt das Haus von Chanay (rue de la Fromagerie) und kauften von René de Thou, Seigneur von Binneuil und Cely, das Herrenhaus La Couronne. Hier fanden auch der Empfänge von Ludwig XIII. in den Jahren 1618 bis 1642 statt. 1643 wurde hier die Stadt der Notre-Dame geweiht und die Konsuln beschlossen, jedes Jahr eine Prozession zum Fourvière zu veranstalten.
1646 wurde die Unterkunft zu eng, denn es befanden sich auch noch andere Verwaltungen, unter anderem die Gesundheitsbehörde und die Polizei, in dem Gebäude. Das Haus wurde günstig verkauft (52.000 Livres) und wurde zum Lagerhaus eines Kaufmanns. Der Stadtarchitekt (franz.: voyer de la ville) Simon Maupin entwickelte den Plan für das heutige Rathaus, doch erst 1655 verließ die Verwaltung das Hôtel de la Couronne endgültig.
1957 schenkte die Eigentümerin, die Crédit Lyonnais, das Gebäude der Stadt. Einer der wichtigsten Akteure bei der Wiederbelebung dieses Gebäudes ist der Drucker Maurice Audin, Mitbegründer des Museums, zusammen mit dem Buchhistoriker Henri-Jean Martin und der Unterstützung des Bibliophilen André Jammes.
Am 8. Juni 1963 eröffnete der Bürgermeister von Lyon, Louis Pradel, das Museum der Bank anlässlich des hundertjährigen Jubiläums der Crédit Lyonnais. Am 18. Dezember 1964 wurde das Druckereimuseum eröffnet. Verwalter wurde Maurice Audin und blieb es bis zu seinem Tod 1975.
Der Historiker Alan Marshall übernahm 2002 die Leitung des Museums, nachdem er schon 10 Jahre lang der technische Berater gewesen war. Im Juli 2015 wurde die Leitung auf Joseph Belletante übertragen.

### Neueste Entwicklung
1988 fand eine wichtige Umorientierung statt: Es wurde eine funktionierende Druckerei eingerichtet. Vom Setzkasten über die Bleilettern bis zu den Maschinen des 20. Jahrhunderts kann man alles in Aktion sehen.

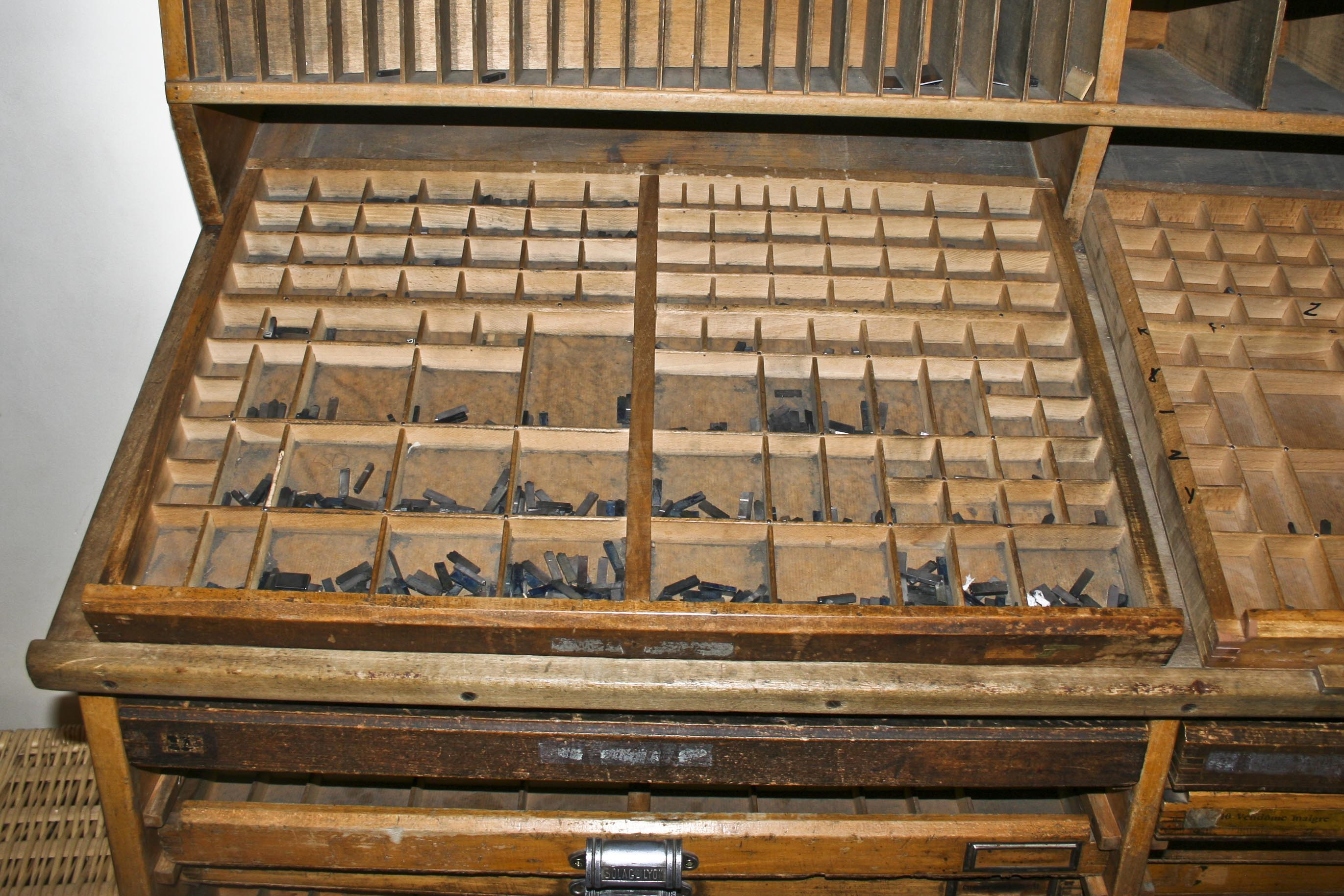
Setzkasten

Das erworbene Material stammt aus der Druckerei Audin und wurde durch die Stadt und die Direktion der öffentlichen Bibliothek finanziell unterstützt. Die Einrichtung will sich somit in ein Museum des Mitmachens entwickeln. In dem Museum ist ein Teil für zeitnahe Ausstellungen reserviert.

## Verkehrsanbindung
Es gibt eine Station der Métro Lyon (Cordeliers).